# Illes del Duc de Gloucester

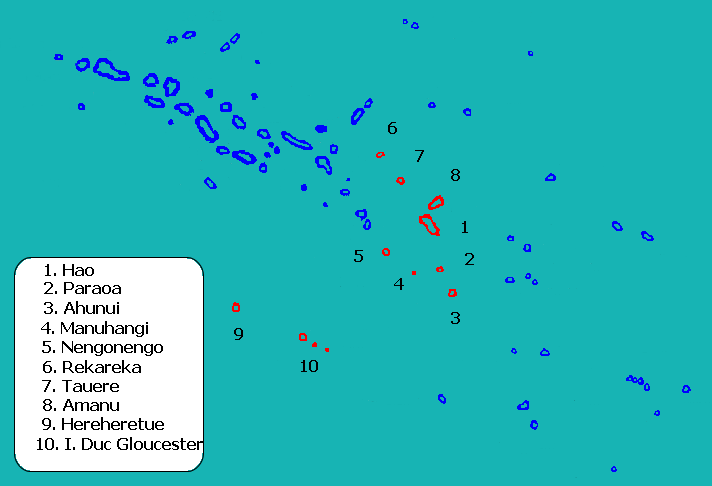
Localització de la comuna d'Hao. Les illes del Duc de Gloucester estan marcades amb el número 10.

Les illes del Duc de Gloucester (en francès îles du Duc de Gloucester) és un grup de quatre atols de les Tuamotu, a la Polinèsia Francesa, depenent de la comuna associada d'Hereheretue de la comuna d'Hao. Els tres atols són, de nord a sud: Anuanuraro, Anuanurunga i Nukutepipi. A vegades s'inclou en el mateix grup l'atol Hereheretue de qui depenen administrativament.
Són en una posició allunyada, al sud-oest de l'arxipèlag, a 480 km al sud-est de Tahití. Són d'origen volcànic, de 16 o 17 milions d'anys d'antiguitat, situats en la línia que va des del punt calent de Pitcairn fins a Hereheretue. Encara que la distància entre ells no és més de 30 km, estan separats per l'oceà amb 2.000 m de profunditat.
Van ser visitats per primera vegada per europeus per l'expedició espanyola de l'explorador portuguès Pedro Fernández de Quirós el 4 de febrer 1606. Gaspar González de Leza, pilot de Fernandez de Quiros, els va batejar com a les Cuatro Negadas (‘Quatre inundats'). L'explorador britànic Philip Carteret, que les va visitar el 1767 els va donar el nom actual, en honor del príncep Guillem Enric de Gloucester (1743-1805).

## Anuanuraro
Anuanuraro és el més gran dels quatre atols, amb una superfície total de 18 km². És un atol circular sense cap pas a la llacuna interior. No és habitat de forma permanent, però disposa d'un aeròdrom privat. Era propietat de Robert Wan, que controla el 50% del mercat de perles negres, i va ser comprat pel govern territorial el 15 de març del 2002. Aquesta compra pels poders públics i el preu es van disputar davant els tribunals.

## Anuanurunga
Anuanurunga és un atol situat a 25 km al sud-est d'Anuanuraro. L'atol, de forma circular, té una superfície total de 7 km², amb una llacuna tancada sense cap pas. La barrera exterior de corall està pràcticament submergida, i les terres emergides consten de quatre illots. L'atol és visitat ocasionalment.

## Nukutepipi
Nukutepipi és un atol situat a 30 km al sud-est d'Anuanurunga. L'atol, de forma circular, té una superfície total de 0,6 km². És visitat ocasionalment. Disposa d'un aeròdrom privat que pertany a Jean-Pierre Fourcade, un dels grans comerciants de perles negres. L'illa pertany a Guy Lalierté, el canadenc, fundador del Cirque du Soleil, que va tenir problemes amb la justícia perquè hi cultivava cànnabis.